# Hilaree Nelson
Hilaree Nelson   (Seattle, 13 de desembre de 1972 - Manāslu, 26 de setembre de 2022) fou una alpinista d'esquí estatunidenca. Va ser la primera dona a assolir dos cims de 8.000 metres (l'Everest i el Lhotse) en 24 hores el 25 de maig de 2012. El 30 de setembre de 2018, Nelson i el seu company, Jim Morrison, van fer el primer descens d'esquí de la "Dream Line" des del cim.
L'alpinista va figurar a la llista de les "25 dones més aventureres dels darrers 25 anys" del Men's Journal, a més de ser nomenada com una de les aventureres de l'any 2018 pel National Geographic.
El 26 de setembre de 2022 Hilaree Nelson va patir un accident mentre baixava esquiant el Manaslu després de fer cim a la vuitena muntanya més alta del món, situada a l'Himàlaia nepalès, amb la seva parella, el també esquiador Jim Morrison. El cos de l'esquiadora de muntanya nord-americana va ser trobat sense vida el 28 de setembre de 2022, per part dels equips de rescat, dos dies després de desaparèixer.